# Spilosoma feminina
Spilosoma feminina är en fjärilsart som beskrevs av Rothschild 1933. Spilosoma feminina ingår i släktet Spilosoma och familjen björnspinnare. Inga underarter finns listade i Catalogue of Life.